# Province de Silésie
Pour les articles homonymes, voir Silésie (homonymie).
1815–1919
Entités précédentes :
- Silésie

Entités suivantes :
- Basse-Silésie
- Haute-Silésie

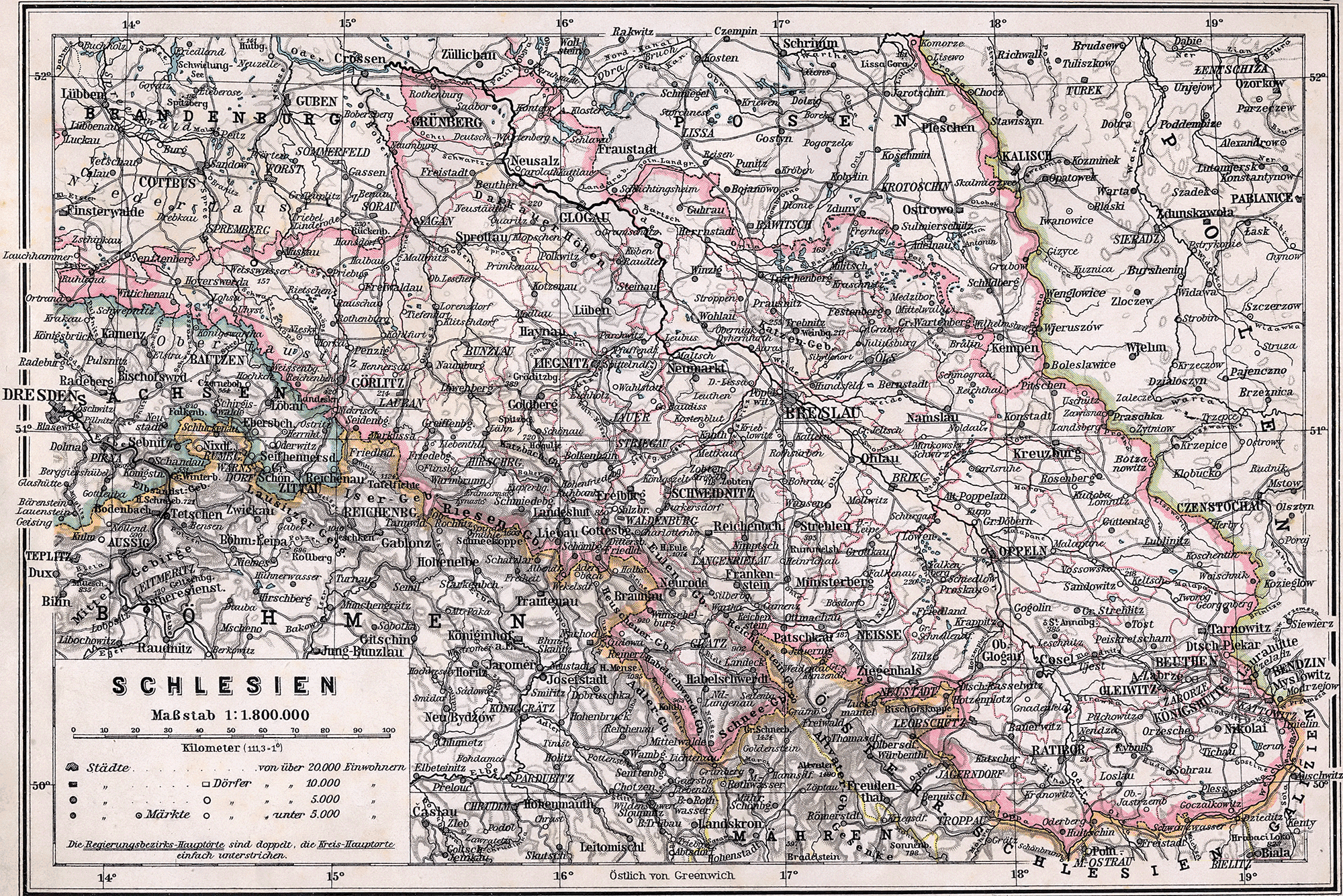
Province de Silésie en 1905.

La province de Silésie (en allemand : Provinz Schlesien), souvent appelée Silésie prussienne (Preußisch-Schlesien), est une ancienne province du royaume de Prusse puis de l'État libre de Prusse, dont la capitale était Breslau (Wrocław aujourd'hui). De 1919 à 1938 et encore de 1941 à 1945, elle était divisée entre les provinces de Basse-Silésie et de Haute-Silésie.

## Histoire
La province de Silésie fut créée par le règlement du 30 avril 1815 (en allemand : Verordnung wegen verbesserter Einrichtung der Provinzial-Behörden, vom 30. April 1815). Ce règlement la divisa en quatre districts et définit leurs territoires respectifs :
- le district de Liegnitz (en allemand : Regierungsbezirk Liegnitz) comprenait les arrondissements de Löwenberg, Bunzlau, Goldberg, Liegnitz, Lüben, Glogau, Sprottau, Sagan, Freistadt et Grüneberg ainsi que la partie orientale de la Haute-Lusace prussienne ; la seigneurie de Hoyerswerda et de la partie de la Haute-Lusace prussienne située à l'ouest de celle-ci étant incorporées au district de la Nouvelle-Marche et de la Lusace (en allemand : Regierung in der Neumark und Lausitz zu Frankfurt) ou de Francfort-sur-l'Oder, de même que le cercle de Schwiebus ;
- le district de Breslau (en allemand : Regierungsbezirk Breslau) comprenait les arrondissements de Neumarkt, Breslau, Ohlau (avec Wansen), Strehlen, Brieg, Ramslau, Oels, Wartenberg, Trebnitz, Militsch, Wohlau, Steinau et Guhrau ;
- le district d'Oppeln (en allemand : Regierungsbezirk Oppeln) comprenait les arrondissements de Kreuzburg, Rosenberg, Lublinitz, Beuthen, Pleß, Ratibor, Leobschütz, Cosel, Tost, Groß-Strehlitz, Oppeln, Falkenberg, Neustadt, Neiße et Grottkau (sans Wansen) ;
- le district de Reichenbach (en allemand : Regierungsbezirk Reichenbach) comprenait les arrondissements de Nimptsch, Münsterberg, Frankenstein, Reichenbach, Schweidnitz, Striegau, Bolkenhain, Hirschberg, Jauer ainsi que le comté de Glatz.

Le 14 octobre 1919, l'Assemblée constituante prussienne (en allemand : verfassunggebende preußische Landesversammlung) adopta une loi (en allemand : Gesetz betreffend der Errichtung einer Provinz Oberschlesien, von 14. october 1919) érigeant le district d'Oppeln en province et divisant ainsi la province de Silésie en deux provinces distinctes :
- la province de Haute-Silésie (en allemand : Provinz Oberschlesien), ne comprenant que le district d'Oppeln (Opole) ;
- la province de Basse-Silésie (en allemand : Provinz Niederschlesien), comprenant les deux districts de Breslau (Wrocław) et de Liegnitz (Legnica).

L'article 32 de la Constitution de l'État libre de Prusse du 30 novembre 1920 confirma la division de la province de Silésie en deux provinces en prévoyant leur représentation au Conseil d'État (en allemand : Staatsrat).
En application de l'article 83 du traité de Versailles du 28 juin 1919, la province de Haute-Silésie fut amputée du territoire d'Hultschin (en allemand : Hultschiner Ländchen ; en tchèque : Hlučínsko ; en polonais : Kraik hulczyński), cédé au nouvel État tchécoslovaque. Ce territoire, partie méridionale du cercle de Ratibor (en allemand : Kreis Ratibor), comprenait : une ville (en allemand : Stadtgemeinde), trente-sept communes rurales (en allemand : Landgemeinden) et trente domaines (en allemand : Gutsbezirke).
D'autre part, la province de Haute-Silésie fut amputée de deux tiers de la Haute-Silésie-Orientale (en allemand : Ostoberschlesien).
Ce territoire, d'une superficie de 10 885,80 km2, comprenait le district d'Oppeln, à l'exception :
- des trois cercles de Falkenberg, Grottkau et de Neisse ;
- de la partie orientale du cercle de Neustadt ;
- de la partie méridionale du cercle de Ratibor, correspondant au territoire d'Hultschin.

Le plébiscite du 20 mars 1921 donna 59,6 % des voix pour le maintien en Allemagne et 40,4 % pour le rattachement à la Pologne.
En application du 7° de l'article 27 du traité de Versailles du 28 juin 1919, entré en vigueur en janvier 1920, la province de Basse-Silésie fut amputée des territoires suivants, cédés au nouvel État polonais :
- une partie du cercle de Groß Wartenberg (en allemand : Kreis Groß Wartenberg) : après la démarcation définitive du 17 juillet 1920, les communes rurales (en allemand : Landgemeinden) de Kunzendorf (Dziadowa Kłoda) et de Schleise (Ślizów, aujourd'hui partie de Syców) firent retour au cercle de Groß Wartenberg ;
- le territoire de Reichthal (en allemand : Reichthaler Ländchen), partie septentrionale du cercle de Namslau (en allemand : Kreis Namslau), d'une superficie de 85 km2, comprenant : la ville (en allemand : Stadtgemeinde) Reichthal (Rychtal), les neuf communes rurales (en allemand : Landgemeinden) de Butschkau, Dörnberg (Darnowiec), Droschkau (Drozki), Herzberg (Stogniewice), Kreuzendorf (Krzynowniki), Proschau (Proszow), Schadegur (Sadogora), Sgorsellitz (Zgorzelec), Skorischau (Skoroszow) ainsi que les domaines (en allemand : Gutsbezirke) de Droschkau, Groß Butschkau (Buczek Wik), Klein Butschkau, Schadegur, Sgorsellitz et une partie de celui de Skorischau ;
- une partie du cercle de Guhrau (en allemand : Kreis Guhrau) : les quatre communes rurales (en allemand : Landgemeinden) de Gabel, Katschkau, Roniken et Triebusch ainsi que les trois domaines (en allemand : Gutsbezirke) de Gabel, Roniken et Triebusch ;
- une partie du cercle de Militsch (en allemand : Kreis Militsch).

Les deux provinces de Haute-Silésie et de Basse-Silésie furent provisoirement réunifiées entre 1938 et 1941.

## Territoire
Le territoire de la province de Silésie recouvrait :
- la Silésie prussienne, avec le comté de Glatz (en allemand : Grafschaft Glatz) ;
- la Haute-Lusace prussienne.

### Silésie prussienne
La Silésie prussienne (en allemand : Preußisch-Schlesien) correspondait à la partie de l'ancien duché de Silésie (en allemand :  Herzogtum Schlesien) cédée au roi de Prusse, Frédéric II, en tant que prince-électeur de Brandebourg, par l'archiduchesse d'Autriche et impératrice consort du Saint-Empire romain germanique, Marie-Thérèse, en tant que reine de Bohême, après la première guerre de Silésie, par les préliminaire de paix de Breslau, du 11 juin 1742, confirmé par le traité de paix définitif de Berlin, du 28 juillet suivant, et délimité par le recès de Ratibor (en allemand : Schlesischer Grenz-Recess), du 6 décembre suivant.
La cession fut confirmée, après la deuxième guerre de Silésie, par le traité de Dresde du 25 décembre 1745 et, après la troisième guerre de Silésie et la guerre de Sept Ans, par le traité de Hubertsbourg du 15 février 1763.
Elle comprenait :
- en Basse-Silésie (en allemand : Niederschlesien) :
  - sept principautés immédiates : Breslau (Wrocław), Brieg (Brzeg), Schweidnitz (Świdnica), Jauer (Jawor), Liegnitz (Legnica), Wohlau (Wołów) et Glogau (Głogów),
  - cinq principautés médiates : Oels (Oleśnica), Sagan (Żagań), Trachenberg (Żmigród) et Carolath (Siedlisko),
  - trois baronnies ou grandes baronnies : Wartenberg (Groß-Wartenberg ; Syców), Militsch (Milicz) et Goschütz (Goszcz, quartier de Twardogóra),
  - trois seigneuries franches ou petites baronnies : Neuschloss (Neuschloß), Freyhan (Cieszków) et Sulau (Sułów),
- en Haute-Silésie (en allemand : Oberschlesien) :
  - trois principautés immédiates : Münsterberg (Ziębice), Oppeln (Opole) et Ratibor (Racibórz),
  - trois principauté médiates : la partie prussienne des deux principautés de Jägerndorf (Krnov) et de Troppau (Opava), situé en deçà de l'Oppa, formant, avec l’ancien district morave de Katscher (Kietrz), le cercle de Leobschütz (Głubczyce), ainsi que la partie prussienne de la principauté de Neisse (Neiße),
  - deux baronnies ou grandes baronnies : Pless (Pleß) et Beuthen (Bytom),
  - deux seigneuries franches ou petites baronnies : Loslau (Wodzisław Śląski) et la partie prussienne d’Oderberg (Bohumín),
- le comté de Glatz (en allemand : Grafschaft Glatz).

Ainsi délimitée, la Silésie prussienne ne comprenait qu'une partie des anciens duchés silésiens :
- le Brandebourg (en allemand : Provinz Brandenburg), province du royaume de Prusse, comprenait l'ancien duché de Crossen (en allemand : Herzogtum Crossen), incorporé à la Nouvelle-Marche (en allemand : Neumark) en 1482 ;
- le duché de Haute et de Basse-Silésie (en allemand : Herzogtum Ober- und Niederschlesien), ancien pays de la Couronne de Bohême, partie de l'empire d'Autriche, comprenait :
  - quatre principautés : l'ancien duché de Teschen (Cieszyn), les parties des anciens duchés de Troppau (Opava) et de Jägerndorf (Krnov) au sud de l'Oppa, ainsi que la partie méridionale de l'ancien duché de Neisse (Nysa), avec Freiwaldau Jeseník,
  - huit seigneuries : les sept seigneuries de Deutsch Leuten (Dolní Lutyně), Freudenthal (Bruntál), Freystadt (Fryštát, quartier de Karviná), Friedek (Frýdek-Místek), Olbersdorf (Město Albrechtice), Reichwaldau (Rychvald) et Roy (Ràj, quartier de Karviná) ainsi qu'une partie de celle d'Oderberg (Bohumín),
- le royaume de Galicie et de Lodomérie (en allemand : Königreich Galizien und Lodomerien ; en polonais : Królestwo Galicji i Lodomerii), dépendance de l'archiduché d'Autriche, partie de l'empire d'Autriche, comprenait les deux duchés d'Auschwitz (en allemand : Herzogtum Auschwitz ; en polonais : Księstwo Oświęcimskie) et de Zator (en allemand : Herzogtum Zator ; en polonais : Księstwo Zatorskie), acquis par l'Autriche lors du premier partage de la Pologne ;
- le royaume de Pologne (en polonais : Królestwo Polskie ; en russe : Царство Польское ou Tsarstvo Polskoye), en union personnelle avec l'Empire russe, comprenait l'ancien duché de Siewierz (en allemand : Herzogtum Sewerien ; en polonais : Księstwo Siewierskie), acquis par la Prusse lors du troisième partage de la Pologne, partie de l'ancienne province prussienne de Nouvelle-Silésie (en allemand : Neuschlesien ; en polonais : Nowy Śląsk), cédé au duché de Varsovie (en allemand : Herzogtum Warschau ; en polonais : Księstwo Warszawskie) par le traité de Tilsit du 9 juillet 1807, partie du département de Kalisz.

En revanche, la Silésie prussienne comprenait une partie de l'ancien district morave de Katscher.

### Haute-Lusace prussienne
La Haute-Lusace prussienne correspondait à la partie septentrionale du margraviat de Haute-Lusace (en allemand : Markgrafschaft Oberlausitz), cédé par le royaume de Saxe (en allemand : Königreich Sachsen) par le traité de Vienne du 18 mai 1815, confirmé par l'acte final du Congrès de Vienne du 9 juin 1815.
Elle comprenait :
- une partie de l'ancien cercle de Budissin (Bautzen), renfermant la seigneurie de Hoyerswerda et les cinq villes médiates de Wittichenau, Ruhland, Marklissa (Leśna), Wigandsthal (Pobiedna) et Goldentraum (Złotniki Lubańskie) ;
- une partie de l'ancien cercle de Görlitz, renfermant les deux villes immédiates de Görlitz et Lauban (Lubań), les deux seigneuries de Muskau (Bad Muskau) et de Seidenberg (Zawidów), les villes médiates de Reichenbach, Rothenbourg (Rothenburg), Halbau (Iłowa) et Schönberg (Sulików), l'abbaye de Joachimstein et le village de Niesky.

## Subdivisions (en 1815)
La province de Silésie était divisée en districts, subdivisés en arrondissements comprenant une ou plusieurs communes.

### District de Breslau
Le district de Breslau (en allemand : Regierungsbezirk Breslau) était subdivisé en quinze arrondissements : Breslau, Brieg (de), Guhrau, Kreuzburg-en-Haute-Silésie (de), Militsch (de), Namslau (de), Neumarkt, Neurode, Œls, Ohlau, Steinau, Strehlen, Trebnitz, Wartenberg (de) et Wohlau (de).

### District de Liegnitz
Le district de Liegnitz (en allemand : Regierungsbezirk Liegnitz) était subdivisé en dix arrondissements : Bunzlau, Freystadt-en-Basse-Silésie, Glogau, Goldberg, Grünberg-en-Silésie, Liegnitz, Löwenberg-en-Silésie, Lüben, Sagan et Sprottau.

### District d'Oppeln
Le district d'Oppeln (en allemand : Regierungsbezirk Oppeln) était subdivisé en quatorze arrondissements : Beuthen, Cosel, Falkenberg-en-Haute-Silésie, Groß Strehlitz (de), Grottkau, Leobschütz (de), Lublinitz, Neisse (de), Neustadt-en-Haute-Silésie, Oppeln (de), Pless (de), Ratibor (de), Rosenberg-en-Haute-Silésie et Tost-Gleiwitz (de). 

### District de Reichenbach
Le district des montagnes de Silésie (en allemand : Regierung des Schlesischen Gebirges zu Reichenbach) ou district de Reichenbach (en allemand : Regierungsbezirk Reichenbach) était subdivisé en dix arrondissements :
- Bolkenhain-Landeshut, Frankenstein, Glatz, Jauer, Münsterberg, Nimptsch, Reichenbach, Schweidnitz et Striegau, antérieurement du district de Breslau ;
- Hirschberg, antérieurement du district de Liegnitz.

## Politique

### Hauts présidents
- 1816-1820 : Friedrich Theodor von Merckel
- 1824-1825 : Maurice Haubold de Schönberg
- 1825 : Hans von Bülow
- 1825-1845 : Friedrich Theodor von Merckel
- 1845-1848 : Wilhelm von Wedell
- 1848 : Julius Pinder (de)
- 1848-1868 : Johann Eduard von Schleinitz
- 1869-1872 : Eberhard de Stolberg-Wernigerode
- 1873-1874 : Ferdinand von Nordenflycht
- 1874-1877 : Adolf von Arnim-Boitzenburg
- 1877-1879 : Robert von Puttkamer
- 1879-1894 : Otto Theodor von Seydewitz
- 1894-1903 : Hermann von Hatzfeldt
- 1903-1909 : Robert von Zedlitz-Trützschler
- 1910 : Johann von Dallwitz
- 1910-1919 : Hans Lauchlan von Guenther (de)
- 1919 : Felix Philipp (de)
- 1938-1941 : Josef Wagner